# Problem decyzyjny
Problem decyzyjny – pojęcie z zakresu teorii decyzji, oznaczające sytuację problemową, w której podmiot (decydent) staje przed koniecznością wyboru jednego z przynajmniej dwóch możliwych wariantów działania.
Sformułowanie problemu decyzyjnego jest zazwyczaj pierwszym krokiem do zbudowania modelu decyzyjnego. Dobrze sformułowany problem powinien szczegółowo definiować:
- decydenta lub decydentów
- warunek ograniczający decyzję
- zbiór decyzji dopuszczalnych
- kryteria oceny decyzji

## Przykład
Kolega Stefan i jego żona Marysia proszą nas o pomoc przy wyborze sposobu ulokowania zaoszczędzonych pieniędzy – 1000 zł. Określamy problem decyzyjny:
- decydentami są Stefan i Marysia
- będziemy brać pod uwagę takie sposoby ulokowania pieniędzy, które pozwalają na wpłatę tylko 1000 zł, odrzucamy nielegalne możliwości lokaty (narkotyki, broń)
- zbieramy informacje o wszystkich dopuszczalnych przez nasze ograniczenia sposobach lokowania kapitału – konta bankowe, lokaty bankowe, obligacje, akcje itd.
- ustalamy kryterium oceny możliwych wariantów: oczekiwana wypłata w ciągu 5 lat

Można zauważyć, że chociaż ryzyko utraty pieniędzy jest na pewno ważne z punktu widzenia Stefana i Marysi, nie uwzględniliśmy go bezpośrednio w naszym sformułowaniu problemu. Tak naprawdę zostało ono uwzględnione – licząc oczekiwaną wypłatę powinniśmy uwzględnić wszystkie możliwości z odpowiednim prawdopodobieństwem, również możliwość utraty pieniędzy.
Ścisłe zdefiniowanie decydenta pozwala zauważyć możliwe problemy w procesie decyzyjnym, Stefan i Marysia mogą korzystać niezależnie od siebie z własnych, subiektywnych kryteriów oceny (np. opinii znajomych), co może utrudnić lub nawet uniemożliwić podjęcie decyzji.